# Маредид ап Рис Григ
Маредид ап Рис (валл. Maredudd ap Rhys) (умер 27 июля или 6 августа 1271 года) — сын Риса Грига и его жены Эллиу верх Томас.
Маредид был старшим сыном и вообще первым ребёнком Риса Грига. В 1234 году Рис Григ умирает. Его владения разделяют между собой его сыновья. Самыми влиятельными из них были Маредид, который получил Дрислуин и Рис Мечилл, правитель Диневура.
В 1244 году Рис Мечилл умирает и ему наследует его сын Рис Вихан, который начинает войну с Маредидом и в конце концов отбирает у него его владения.
В 1256 году Маредид стал союзником Лливелина Гвинедского. Вместе они захватили Английские владения в Уэльсе — Мерионет и Биэлт. Мерионет был передан Маредиду ап Оуайну, двоюродному племяннику Маредида, а Биэлт был передан самому Маредиду.
Далее целью союзников стала область Истрад-Тиви, где после смещения Риса Вихана, Маредид получил территории Большого и Малого кантревов.
В 1257 году Лливелин вместе с Маредидом и Маредитом ап Оуайном, пошли войною против Грифида, правителя Южного Поуиса, и почти полностью захватили его страну, исключением замка Уэлшпул и части долины Северна. В июне, союзники, под Диневуром разбили Риса Вихана и заставили его переметнутся на свою сторону.
Желая также отомстить изменившему Рису Вихану, Генрих III добился перехода на свою сторону Маредида, который при поддержке Патрика, лорда Кидвелли, попытался закрепиться в Диведе и Истрад-Тиви. В 1259 году, напав в Эмлине на явившихся на переговоры Давида, Маредида ап Оуйана и Риса Вихана, превосходящие силы Патрика из Кидвелли потерпели поражение, и Маредид был пленён. Однако, когда тот был доставлен Лливелину, принц Уэльса не стал карать своего бывшего союзника, а, проявив великодушие, сохранил ему статус и земли, лишь взяв в заложники старшего сына Маредида и замок Диневур в свою собственность.
27 июля или 6 августа 1271 года Маредид умер в своём собственном замке в Дрислуине, и его тело с почестями было похоронено в великом храме в Уитланде, под ступеньками перед алтарём.